# Vanessa Pose
Vanessa Pose - Romero (n. 12 martie 1990, Caracas, Venezuela) este o actrita din Venezuela, cel mai bine cunoscută pentru rolurile ei ca Elisa Altamira în telenovela Căutând-o pe Elisa și Vicky Hutton Miller în telenovela Aurora.

## Biografie
Tatăl ei este Uruguayan și mama ei este din Cuba. Are un frate geamăn pe nume Andres și un frate mai mare pe nume Alejandro. În 2009, l-a întâlnit pe actorul Eugenio Siller, pe platourile telenovelei Aurora dupa care s-au căsătorit în 2010 și s-au despărțit în 2011. In 2011 l-a întâlnit pe actorul Pedro Levy și s-au căsătorit în 2012, a avut un copil cu el în 2012.

## Cariera
Pose a jucat primul ei rol în Con toda el Alma în 2005, ca Maria Victoria Serrano, în anul 2007 a apărut în Voltea pa' que te enamores, ca Algeria Guzman. În 2010, Pose se mută în Miami și dă viata personajului Elisa in telenovela Donde esta elisa.  În perioada 2010-2011, a jucat-o pe Victoria "Vicky" Hutton Miller în Aurora. În 2012 - 2013 a jucat-o pe Emma Arroyo ca co-protagonistă în Corazon Valiente, mai târziu în acel an, ea a plecat din serial dar s-a întors în 2013 pentru episodul final, în același an ea a jucat-o pe Kierra Davenport în El Rostro de la venganza. În 2013 ea trebuia să joace rolul Patriciei Ibarra în Marido en Alquiler, dar sarcina ei a fost neașteptată și Kimberly Dos Ramos i-a luat locul, dar a avut o apariție speciala in timpul serialului. În 2016, a apărut în Quien es Quien? ca Veronica Alcazar.

## Filmografia

### Filme
| An   | Seria           | Personajul                        | Note            |
| ---- | --------------- | --------------------------------- | --------------- |
| 2008 | Juego           | Jennifer Carrasco                 | Rolul Principal |
| 2009 | Juego 2         | Jennifer Carrasco                 | Rolul Principal |
| 2011 | La Diabla Diosa | Candice                           | Rol Secundar    |
| 2016 | Juego 3         | Veronica Havana/Jennifer Carrasco | Rolul Principal |

### Telenovele
| An        | Seria                            | Personajul                              | Note                                                |
| --------- | -------------------------------- | --------------------------------------- | --------------------------------------------------- |
| 2005-2006 | Con Toda el alma                 | Maria Victoria Serrano/Camila Villafañe | Rolul Principal; Antagonistă Sezonul 1 și 2         |
| 2006-2010 | Demon bambus pa' que te enamores | Alegria Guzman                          | Rol Secundar; Sezoanele 1-5                         |
| 2010      | Căutând-o pe Elisa               | Elisa Altamira Riggs                    | Rolul Titular                                       |
| 2010-2011 | Aurora                           | Victoria "Vicky" Hutton Miller          | Rolul Principal                                     |
| 2011      | La Casa de al lado               | Elena Victorinos/Skylar Quintana        | Antagonistă/Protagonistă                            |
| 2012-2013 | Inimă curajoasă                  | Emma Arroyo/Emma Ferrara                | Rolul Principal                                     |
| 2012      | El Rostro de la Venganza         | Kierra Davenport                        | Rol Secundar; Episoadele: 1,89,90,91,92,101,140,173 |
| 2013      | Soț de inchiriat                 | Jennifer Santamaria                     | Apariție Speciala; Episoadele: 45, 69, 71, 114      |
| 2013      | Dama y obrero                    | Gemma Pacheco Maldonado                 | Rolul Principal                                     |
| 2015-2016 | ¿Quien es quien?                 | Veronica Alcazar                        | Rolul Principal; Antagonistă                        |

### Webnovelas
| An   | Seria          | Personajul | Loc          |
| ---- | -------------- | ---------- | ------------ |
| 2011 | Y voi fi un Ti | Virgil     | Protagonistă |